# Dono di cenere
Dono di cenere (Burnt Offerings) è un romanzo horror di Laurell K. Hamilton, il settimo della serie di Anita Blake - Cacciatrice di vampiri, pubblicato in lingua originale nel 1998 e pubblicato in Italia nel 2007 dalla Casa Editrice Nord.

## Pubblicazioni
| Anno | Casa Editrice | Versione  | Edizione        | Codice             |
| ---- | ------------- | --------- | --------------- | ------------------ |
| 2007 | Editrice Nord | Cartonata | Prima in Italia | ISBN 8842914835    |
| 2009 | TEA           | Economica | Quarta dal 2009 | ISBN 9788850219360 |